# ریوتا سوزوکی (بازیگر)
ریوتا سوزوکی (انگلیسی: Ryōta Suzuki; ۲۲ دسامبر ۱۹۹۸ – ) صداپیشگی در ژاپن اهل ژاپن بود.